# Безуглова, Ксения Юрьевна
Ксения Юрьевна Безуглова (дев. фамилия — Кишина, род. 8 июня 1983 года, Ленинск-Кузнецкий, Кемеровская область) — российский общественно-политический деятель, обладательница титула «Мисс мира-2013» среди девушек на инвалидных колясках, член совета по вопросам попечительства в социальной сфере при Правительстве РФ, член комиссии по делам инвалидов при Президенте РФ, мотивационный спикер.

## Биография
Ксения Безуглова родилась 8 июня 1983 года в г. Ленинск-Кузнецкий Кемеровской области. В 1984 году с семьей переехала в село Вольно-Надеждинское Приморского края. Окончила Современную гуманитарную академию (филиал в г. Владивосток), факультет менеджмента. В 2002—2007 гг. работала в рекламной службе журнала «Дорогое удовольствие». В 2006 году переехала в Москву. С 2008 работает в издательском доме «Хёрст Шкулев Медиа». В 2008 году окончила президентскую программу подготовки управленческих кадров в РЭУ им. Г. В. Плеханова.
В августе 2008 года попала в автомобильную аварию, в результате которой оказалась прикованной к инвалидной коляске. Во время аварии была беременна. Несмотря на рекомендации врачей, отказалась прерывать беременность. В феврале 2009 года родила дочь Таисию.
В декабре 2012 года в Риме победила в международном конкурсе красоты среди девушек на колясках «Вертикаль», приравненному к «Мисс мира». После получения титула занялась общественной деятельностью по защите интересов инвалидов-колясочников. Зимой 2013 года, находясь с семьей на отдыхе в Таиланде, вместе с председателем Приморской организации инвалидов-колясочников «Ковчег» Артемом Моисеенко обратилась в префектуру Пхукета с просьбой оборудовать один из пляжей для инвалидов, в результате чего был реконструирован пляж Най Харн.
В 2013 году вошла в состав Координационного совета по делам инвалидов при мэре Москвы, Совета при Департаменте здравоохранения Москвы, Совета при Департаменте культуры Москвы. В результате её деятельности был оборудован и приспособлен для инвалидов Левобережный пляж г. Москвы.
Занимается общественной деятельностью.
С 2011 г. ежегодно принимает участие в показах коллекций конкурса особой моды «Без границ».
Один из факелоносцев Зимних Паралимпийских игр Сочи 2014.
В 2016 году награждена Почётной грамотой Московской городской думы за заслуги перед городским сообществом.

## Личная жизнь
С 2006 года замужем за Алексеем Безугловым (предприниматель, занимается строительным бизнесом)
Дочери Таисия (род. в 2009 году), Алекса (род. 6 августа 2015 года), сын Никита (род. 1 октября 2017 года).2023 году пара развелась
2025 году вышла замуж. Её избранником стал актёр Георгий Перадзе (род.1985)